# Danuše Nerudová
Danuše Nerudová (Brno, 4 de enero de 1979) es una economista y profesora universitaria checa, expresidenta de la Comisión de Pensiones Justas de 2018 a 2022 y rectora de la Universidad Mendel en Brno también de 2018 a 2022. Fue candidata presidencial en las elecciones presidenciales checas de 2023, pero quedó en tercer lugar. Fue una de los tres candidatos apoyados por la coalición de centroderecha Juntos (Partido Democrático Cívico, KDU-ČSL y TOP 09).

## Biografía
Danuše Peslarová nació en Brno en 1979. Recibió su educación primaria y secundaria en la primaria y el jardín de infancia en la plaza Svornosti de Brno y en el Gymnázium Brno. Estudió política económica y administración en la Facultad de Economía Operacional de la Universidad Mendel de Agricultura y Silvicultura en Brno: primero una maestría y luego un doctorado.
Desde septiembre de 2007, se desempeña como directora del Instituto de Contabilidad y Tributación de la Facultad de Economía y Negocios de la Universidad de Mendel. También participó en la gestión de la facultad, como vicedecana de 2009 a 2014. También fue brevemente vicerrectora de toda la universidad (2014 a 2015). En ambos cargos, históricamente fue la más joven desde el punto de vista de la universidad. En su labor científica, se especializa en el tema de los impuestos y su armonización con la Unión Europea. También se ocupa de cuestiones de igualdad de condiciones entre hombres y mujeres, un sistema de pensiones sostenible a largo plazo y su financiación.

## Candidata presidencial
El 31 de mayo de 2022, Nerudová anunció su intención de postularse para el cargo de presidente de la República Checa en las elecciones de 2023, quedó en tercer lugar.